# Грайливість
Грайли́вість — риса особистості, яка дозволяє в рольовому конфлікті, а також у невизначених, непередбачуваних, кризових, маргінальних ситуаціях забезпечити максимальну адаптивність при збереженні максимально вираженої індивідуальної ідентичності.

## Історія та масштаб досліджень
У зарубіжній психології грайливість як стійка особистісна властивість є предметом дослідження з 1975 року (Мігай Чиксентмігаї назвав грайливість складовою свого терміну Поток). Станом на 2016 рік було зафіксовано понад 200 наукових статей у галузі психології та соціології з тематики грайливості, авторами яких стали 161 науковець з 21 країни світу. За результатами огляду Google Академія, з 2016 по 2023 рік було опубліковано понад 800 статей з використанням терміну «грайливість» у назвах.
Вивчення якості «грайливість» пов'язана с вивченням такої діяльності як Гра. Перші вживання терміна Грайливість можна знайти в «Етиці» Спінози.
Дослідження словників
В 2014 році було здійснено дослідження  по узагальненню словникових дефініцій прикметника «грайливий» з різних словників. На базі 20 словників, починаючи з XVIII століття, було виявлено 14 значень прикметника «грайливий», які представлені відповідно чотирнадцятьма синонімічними рядами, що охоплюють 54 синоніми:
1. Жвавий, швидкий, живий, невгамовний, рухливий, палкий, моторний, меткий;
2. Швидкий, легкий, рухливий;
3. Витіюватий, примхливий, химерний, різноманітний;
4. Мінливий, непостійний;
5. Безтурботний, необачний, веселий, легковажний, легковажно-пустотливий, радісний;
6. Бешкетливий, веселий, невимушено-пустотливий, смішний, бешкетуватий, шкодливий, пустотливий;
7. Легкий, невимушений, жартівливий;
8. Кокетливий, пікантний;
9. Вертлявий, вільний, двозначний, гривуазний, (занадто) легковажний, нескромний, пікантний, сексуальний, сміливий, непристойний, фривольний;
10. Бадьорий, веселий, життєрадісний, розвеселий;
11. Бунтарський, дерзкий, ризикований;
12. Збурювальний, хвилюючий;
13. Свіжий, сяючий, яскравий;
14. Лукавий, хитрий.

Створення сучасного значення терміну Грайливість
Психолінгвістичні значення грайливості були отримані в результаті вільного асоціативного експерименту (ВАЕ), який проводився у 2014-2019 роках з вибіркою у 1600 респондентів, репрезентативною за статтю та віком. Загальна кількість зібраних реакцій на слово-стимул «грайливість» склала 7944, серед яких було визначено 1708 унікальних асоціацій, що дозволило сформулювати остаточні 19 психолінгвістичних значень:
1. Жваво-радісний стан;
2. Прагнення привернути увагу представників протилежної або своєї статі;
3. Безпосередність поведінки дитини;
4. Рухливість, рухова активність тварини;
5. Зухвало смілива, запальна поведінка;
6. Рухливість, рухова активність людини;
7. Легкість;
8. Мінливість (явищ природи, матеріальних об’єктів);
9. Поведінка під час сексу;
10. Безтурботність;
11. Розумова активність;
12. Умисне введення в оману (обман);
13. Неповторна своєрідність;
14. Підроблення дорослого під поведінку дитини;
15. Безглуздо приводити в рух будь-який предмет;
16. Повітряність;
17. Гра (неправдиве значення);
18. Грати в ігри (неправдиве значення);
19. Ігрова залежність (неправдиве значення).

Вивчено склад риси грайливостіНа основі цих досліджень було виявлено 7 компонентів грайливості:
- Сензитивність — здатність сприймати, ідентифікувати, розуміти та керувати зовнішніми й внутрішніми умовами ситуації для прийняття ефективних рішень.
- Почуття гумору — здатність розуміти гумор і використовувати здоровий гумор для отримання емоційного задоволення, полегшення комунікації та подолання труднощів.
- Легкість — здатність дистанціюватися від ситуації у стані внутрішньої свободи, приймати будь-який результат як потенційно ефективний і швидко коригувати поведінку.
- Уява — здатність до мисленнєвого експериментування з дійсністю, сприйняття ситуації як вихідного пункту для її перетворення в нових контекстах.
- Флірт — здатність привертати увагу і розташовувати до себе через вербальну й невербальну комунікацію для встановлення відносин, заснованих на емоційній близькості.
- Пустотливість — здатність цілеспрямовано створювати ситуацію "випробування себе" при взаємодії з суб'єктом/об'єктом пустощів для отримання позитивних емоцій.

- Фугітивність (раніше: ф'юг) — здатність до "навмисного намагання здаватися дурним або безумним", що рефлексується самим гравцем і спостерігається іншими, з метою посилення почуття ідентичності.

Опитувальник по дослідженню грайливості
Для самостійного дослідження рівня грайливості був створений опитувальник ігрової компетентності (грайливості)
Для діагностики рівня грайливості та її компонентів було розроблено «Опитувальник ігрової компетентності» (ОІК). В основу цього наукового інструменту покладено психолінгвістичний підхід, що дозволяє визначати компоненти грайливості за допомогою як психологічних, так і мовних інструментів. Опитувальник містить наступні шкали: сензитивність, почуття гумору, легкість, уява, флірт, пустотливість та ф'юг (удаване божевілля).  Посилання на опитувальник
Сім ігрових позиційНа основі 7 компонентів було створено 7 ігрових позицій:
- Емпат - сприймає і правильно інтерпретує почуття інших, виявляє розуміння
- Справжній гуморист - використовує гумор конструктивно, щоб знижувати напругу і об'єднувати
- Еквілібрист - балансує між різними інтересами, зберігаючи легкість у складних ситуаціях
- Скульптор - творчо перетворює проблемні ситуації, створює нові перспективи та рішення
- Дипломат - спрямовує увагу іншого через техніки створення сприятливого враження для встановлення відносин
- Пустун - контролює увагу іншого через створення ситуацій "самовипробування", особливо при роботі з табу
- Божевільний мудрець (Юродивий) - маніпулює увагою через "навмисні зусилля здаватися дурним або божевільним" для посилення почуття ідентичності

Вісім рівнів грайливостіБуло виявлено 8 рівнів грайливості, що характеризують ігрову поведінку людини, та досліджені інструменти їх розпізнання:
1. А1 (Дефіцит, план) — Гравець-Примітив, гра неуспішна, не здатний залучити Іншого.
2. А2 (Дефіцит, імпровізація) — Гравець-Примітив, спонтанна, але неуспішна гра.
3. В1 (Баланс, план, навчання) — Гравець-Учень, успішна гра під керівництвом.
4. В2 (Баланс, імпровізація, навчання) — Гравець-Учень, спонтанна гра під керівництвом.
5. С1 (Баланс, план) — Гравець-Майстер, самостійна продуктивна гра.
6. С2 (Баланс, імпровізація) — Гравець-Майстер, самостійна спонтанна гра.
7. Y1 (Надлишок, план) — Гравець-Самодур, гра зі шкодою за планом.
8. Y2 (Надлишок, імпровізація) — Гравець-Самодур, спонтанна гра зі шкодою.

Для визначення рівня грайливості необхідно використати скрипт:
- визначити учасників взаємодії;
- оцінити успішність гри;
- визначити наявність шкоди;
- визначити самостійність гри;
- визначити характер дії (план чи імпровізація);
- провести фінальне визначення рівня (A1/A2, B1/B2, C1/C2, Y1/Y2).

Предмет в ВНЗ, посібник для ВНЗ
В програму вищих учбових закладів був доданий предмет: Грайливість\Ігрова компетентність у вигляді тренінгу.
Тренінг грайливості передбачає розвиток ігрової компетентності, включаючи навички конфліктного управління. Програма тренінгу розрахована на 160 годин (40 зустрічей по 4 години) і включає розвиток таких навичок: сензитивності, гумору, легкості, уяви, флірту, пустотливості та фугітивності. Використовуються текстові, відео-матеріали, метод кейсів, інфографіка, блок-схеми.
Був створений посібник для вищих навчальник закладів по предмету Грайливості.  Вже була захищена перша дисертація у світі по грайливості та по компоненту грайливості Гумору. 

## Приклади вживання
Аркадію не хотілося йти з класу [слідом за іншими], але якась дитяча грайливість і веселий захват кинули його на цю непотрібну витівку (Петро Колесник, Тв., 1955, 329)
Товаришка Марковська, — поправила Любов Прохорівна з притаманною їй жіночою грайливістю (Іван Ле, Міжгір'я, 1953, 421)
Всю грайливість наче рукою зняло з гарненького обличчя чимось прикро враженої папі Роксолани (Олександр Ільченко, Козацьк. роду… 1958, 39).